# Frederico Monteiro da Silva
Frederico Alberto Monteiro da Silva (n. 1925) é um político português. Ocupou o cargo de Ministro dos Transportes e Comunicações no V Governo Constitucional.

## Funções governamentais exercidas
- V Governo Constitucional
  - Ministro dos Transportes e Comunicações